# Річки Житомирської області
Гідрографічна мережа Житомирської області налічує 221 річку завдовжки понад 10 км кожна; їхня загальна довжина — 5366 км. Всі вони належать до басейну Дніпра. Річки північної та західної частини області протікають у межах басейну Прип'яті — однієї з найбільших правих приток Дніпра, решта річок належать безпосередньо до басейну Дніпра.
Основні річки в межах області: Случ (притока Горині) — 194 км, Уж — 159 км, Тетерів — 247 км.
Усі річки області належать до рівнинного типу; лише деякі у місцях виходу кристалічних порід мають ознаки гірських річок з перекатами та водоспадами (наприклад, водоспад на річці Холодна, водоспад Вчелька).

## Перелік річок за басейнами

### Басейн Прип'яті
- Случ (притока Горині) — права
  - Попівка — права
    - Кудіна — права

  - Пединка — права
  - Каранька — права
  - Бліва — права
  - Осира — ліва
  - Вербка — права
    - Грабарка — права
      - Левада — права

  - Безіменна — права
  - Деревичка — ліва
  - Тюкелівка — права
  - Крикуха — ліва
  - Руда — права
    - Чоботівка (Сапогівка) — ліва

  - Фастівка — права
  - Кам'янка — права
  - Козарка — права
    - Луковець — права

  - Хомора (пригирлова частина) — ліва
    - Глибочок (Глибочиця) — ліва
      - Дідова — ліва
      - Піщана — права

    - Лішня — ліва

  - Видолоч — ліва
  - Жабрівка (Жабричка) — права
    - Макаринка — права
    - Луца — ліва
    - Гнилушка — ліва

  - Нивна — права
    - Голубинка — ліва
    - Сарнівка — права
    - Брещівка — права
    - Явенка — права

  - Сестробіль — права
  - Урля — ліва
  - Дорогань — права
  - Немилянка — права
  - Рудня (Луб'янка) — права
    - Орлик — права
      - Брід — ліва

  - Черевач — права
  - Тня — права
    - Грузлівка — ліва
    - Світлиця — права
    - Тартак — права
    - Білка — ліва
    - Тенька — права
      - Латівня — права
      - Стражівка — права

    - Руденька — права
    - Теснівка — права

  - Жуківка — права
  - Смілка — ліва
    - Лизнівка (пригирлова частина) — ліва
    - Середня  — права
    - Зеремлянка — права

  - Глинянка — права
  - Орміля — права
  - Чижівка — права
  - Вершниця — права
    - Чорна Річка — ліва

  - Радіч — права
  - Могилівка — права
  - Ширишівка — ліва
  - Гать — права
    - Чива — права
    - Хмеринка — ліва
    - Чорна — ліва

  - Котельня — права
  - Гутянка — права
  - Церем — ліва
    - Жолоб'янка — ліва
    - Втора — ліва
    - Кропивня — права

  - Криваль — права
  - Перевізня — права
    - Кленова — права
    - Дубничка — ліва

  - Корчик — ліва
    - Титиж  — права
      - Згар — ліва

    - Кропивня  — права

- Ствига (витоки) — права
  - Гусь (верхів'я) — права
  - Недель (витоки) — права
  - Студениця — права
    - Горна — ліва

  - Плав — права

- Уборть — права
  - Бересток — ліва
  - Телина — права
  - Мала Глумча — ліва
    - Бровник  — права
      - Глумчик — права

    - Заровенька — права

  - Угля  — права
    - Теремша — права

  - Радча — права
  - Зольня — ліва
    - Золенка — права
    - В'юн — права

  - Кам'янка — ліва
  - Кишинська  — права
  - Мудрич — права
  - Лукавка — ліва
  - Юрівка — ліва
  - Перга — права
    - Пержанка — права
    - Рокитна — права

  - Струга (пригирлова частина) — ліва
  - Плотниця — права
  - Рудниця  — права
  - Свидівка (Болотниця) — права
    - Пертниця — права
    - Жолобниця — ліва
    - Зимуха — права
    - Бігунь  — права
    - Лохниця  — права
      - Струга — права

  - Вершина - права

- Словечна — права
  - Ясерець — права
    - Звінка — права
      - Полохачівка — права

  - Грязива — права
    - Желонь — права
- Жолонь — права

- Уж — права
  - Бродець — права
  - Рожаниця — ліва
  - Бастова — ліва
  - Хотоза — права
    - Кунан — права

  - Білка — права
    - Шевчиха — права

  - Радич — ліва
  - Бедрійка — ліва
  - Нерич (Нерч) — права
  - Могилянка — ліва
  - Кремно — права
  - Кремно — ліва
  - Синявка — права
  - Моства — права
  - Шестень (Шистень) — ліва
    - Граничівка — права

  - Лозниця — права
  - Жабич — права
  - Олешня — права
  - Кам'янка — права
    - Волинь — права
    - Дубачівка — ліва
    - Смичок — ліва

  - Лозниця — права
  - Жерев — ліва
    - Вітка — ліва
    - Кремне — ліва
    - Літки — права
      - Глухова — ліва

    - Повчанка — ліва
      - Гнилуша — права
      - Жуківка — ліва

    - Лизниця — ліва
    - Стручок — ліва

  - Ослів — права
  - Звіздаль — права
    - Чортовець — права
    - Буча — права

  - Норинь — ліва
    - Прибитки — права
    - Лізниця — права
    - Мощаниця — права
    - Хайчанка — ліва
    - Бовдунка — ліва
    - Вільшанка — права

  - Грезля — ліва
    - Лозниця (притока Грезлі) — ліва
    - Радча — ліва
    - Ровба — ліва

### Басейн Дніпра
- Тетерів — права
  - Тетерівка — права
  - Ібр — ліва
    - Ібринка (Гібра)  — ліва
    - Зелений — права

  - Будичина — ліва
  - Путятинка Мала — ліва
  - Калинівка — ліва
  - Лісна (струмок Лісний) — ліва
    - Дреничка — права

  - Годинка — ліва
  - Шийка — ліва
    - Стрибезький — ліва

  - Глибочок — права
  - Бобрівка — ліва
  - Коща — права
  - Гнилоп'ять — права
    - Терехова — ліва
    - Клітенка— ліва
    - Гнилоп'ятка — ліва
    - П'ятигірка — права
    - П'яток — ліва

  - Гуйва — права
    - Пустоха — ліва
      - Настя — права

    - Лебединець — права
    - Боярка — ліва

  - Кам'янка — ліва
    - Печеринка — права
    - Довжик — права
    - Коденка — ліва
    - Кокаричанка — ліва
    - Крошенка — ліва
      - Вошивиця — ліва
      - Ставровка — ліва

    - Рудавка — ліва
    - Лісна (Лісова, Лісова Кам'янка) — права
      - Вива — ліва
      - Гниль — ліва

  - Холодна — ліва
  - Руда — ліва
    - Лонка — права
    - Синка — ліва

  - Ів'янка — права
    - Рівець — ліва
    - Жерем'янка — права

  - Дубовець — права
    - Кропивня  — ліва
    - Білка — права

  - Мика — ліва
    - Свинолужка — права
    - Бистріївка — ліва
      - Верхолужжя — ліва
      - Коробочка — ліва

  - Глухівка — ліва
  - Білка — права
    - Гуска — права

  - Заруддя — ліва
  - Мироч — ліва
  - Вирва — ліва
  - Ірша — ліва
    - Поромівка — права
    - Іршиця — ліві
      - Шадура — права
      - Капля — ліва
      - Глибочок — ліва

    - Лемля — ліва
      - Гутлянка — права

    - Личеник — права
    - Злобич — ліва
    - Веснач — ліва
    - Перегорщ — ліва
    - Тростяниця — права
      - Очеретянка — права
      - Добринка — ліва
      - Рихта — ліва

    - Глиняк — ліва
    - Здривля — права
    - Різня — ліва
      - стр. б/н, с. Червоний Лан — права
      - Дідівка — ліва
      - Романівка — ліва
      - Межівник — права
      - Лумля — права
      - Ставок — права
      - Капустовий — права
      - Студень — ліва
        - Темянець — ліва
        - Луковець — права
        - Згорілиця — права

      - Телемень — ліва
      - Морсовка — права
      - Млинок — ліва
      - Мутвиця — права

    - Візня — права
      - Шлямарка — права
        - Драниця — права
        - Киянський — права

  - Здвиж — права
    - Болотяний — ліва
    - Водотий — права
    - Очеретянка — права

- Ірпінь — права
  - Крив'янка — права
  - Калинівка — ліва
  - Жарка — ліва
  - Свинарка — ліва
  - Унава — права
    - Кривенька — ліва

- (Рось) — права, в межах Вінницької, Київської та Черкаської областей.
  - (Самець) — ліва, в межах Вінницької області
    - Білуга — ліва

  - Горіхова — ліва
  - Березянка — ліва
  - Сквирка (витоки) — ліва